# Makruh
Makruh of makroeh (Arabisch: مكروه) is een islamitische term waarmee wordt aangegeven wat voor moslims afkeurenswaardig is. Het niet doen telt als een goede daad en het doen als een slechte daad. Moslims worden aangemoedigd datgene wat makruh is te laten, maar het doen is echter niet haram, verboden. Makruh is een van de vijf categorieën van belonen en straffen binnen de sharia.
Een aantal zaken worden als makruh beschouwd, zoals echtscheiding en het verspillen van water voor de wudu of de ghusl. Ook het spelen met je kleding tijdens de salat is afkeurenswaardig. Roken wordt vaak beschouwd als makruh, maar er zijn ook fiqh-geleerden die aannemen dat het haram is.
Makruh is niet zo erg als haram en de bestraffing voor een gepleegde daad die makruh is zal lichter zijn. Het makruh-gepleegde moet geen vormen aannemen die tot iets leidt dat haram is. Volgens de meeste oelema is makruh iets wat niet rechtstreeks verboden is. Als men het doet wordt men niet berispt, maar als men het nalaat zal men beloond worden.
De hanafitische madhhab maakt een onderscheid in "makruh tahriman" en "makruh tanzihan". Het eerste is iets wat nagenoeg even sterk wordt afgekeurd als hetgeen dat haram is, zoals het dragen van een gouden ring door een man. Het tweede wordt evenwel ontraden, maar geldt feitelijk niet als afkeurenswaardig.